# Alexander von Brill
Alexander Wilhelm von Brill (Darmstadt, 1842 – Tubinga, 1935) è stato un matematico tedesco.
Frequentò l'università di Giessen ottenendo il dottorato sotto la supervisione di Alfred Clebsch. Dal 1884 al 1918 insegnò all'università di Tubinga, dove ebbe Max Planck tra i suoi allievi.
Fu sostenitore della geometria non euclidea di Bernhard Riemann e collaborò per lungo tempo con Felix Klein.